# Rafael Buzacarini
Rafael Augusto Buzacarini (Barra Bonita, 9 de outubro de 1991) é um judoca brasileiro. Possui participações nos Jogos Olímpicos de 2016 e de 2020.

## Carreira
Começou a praticar judô aos cinco anos, com incentivo dos pais. Se mudou para São Paulo, passando a defender a Associação de Judô Vila Sônia. Em 2012, foi vice-campeão brasileiro sub-23. No ano seguinte, foi medalha de prata no Grand Prix de Qingdao, na China. Também conquistou duas medalhas de bronze na Universíada realizada em Kazan, na Rússia.
No Campeonato Pan-Americano de Judô de 2014, realizado em Guayaquil, Equador, conquistou a medalha de bronze na categoria Meio Pesado (100 kg).
Buzacarini conquistou sua primeira medalha de Grand Slam (torneio que mais pontos dá no ranking do judô depois dos Jogos Olímpicos, do Campeonato Mundial e do World Masters) no Grand Slam de Paris de 2015, onde conquistou a medalha de prata , derrotando, na semifinal, Elmar Gasimov, do Azerbaijão, que era o atual líder do ranking mundial.
Competiu nos Jogos Olímpicos de 2016, no Rio de Janeiro, chegando até as oitavas de final, onde foi derrotado pelo eventual medalhista de bronze, o japonês Ryunosuke Haga.
Foi medalha de bronze no Grand Prix de Tsbilisi, em 2017. Também chegou ao bronze no Grand Prix de Cancun, em 2018.
Em 2019, conquistou a medalha de prata no Grand Slam realizado em Brasília. Competiu no mesmo ano pelo Campeonato Mundial de Judô em Tóquio, ficando nas oitavas de final, onde foi eliminado por Elmar Gasimov, vice-campeão olímpico em 2016.
Competiu nos Jogos Olímpicos de 2020, realizados em 2021, em Tóquio, no Japão. Foi derrotado na estreia pelo belga Toma Nikiforov. Representou o Brasil na disputa mista por equipes, com derrota para Israel por 4 a 2.
No Campeonato Pan-Americano de Judô de 2020, realizado em Guadalajara, no México, conquistou a medalha de prata na categoria Meio Pesado (100 kg).
No Campeonato Mundial de Judô de 2021, Buzacarini estreou contra o judoca estoniano Grigori Minaskin e conquistou a vitória com um ippon. Nas oitavas de final, o brasileiro enfrentou o holandês Michael Korrel, bronze no último Mundial, em Tóquio 2019, e acabou eliminado.
No Campeonato Pan-Americano de Judô de 2022, realizado em Lima, no Peru, conquistou a medalha de prata na categoria Meio Pesado (100 kg). 
No Campeonato Mundial de Judô de 2022, após um bye na rodada de abertura, Buzacarini (12º no ranking) estreou com um ippon contra o cazaque Islam Bozbayev (44º), mas nas oitavas de final, ele teve que enfrentar novamente Korrel (nº 2 do mundo), que o eliminou do Mundial em 2021. A disputa com Korrel foi acirrada (ambos receberam dois shido) e bem equilibrada, mas o holandês conseguiu um waza-ari e avançou na competição.
No Grand Slam de Tbilisi de 2023, perdeu nas semifinais para o segundo colocado do ranking mundial, o georgiano Ilia Sulamanidze, mas posteriormente obteve a medalha de bronze.
Número 17 do mundo na categoria meio-pesado (-100kg), Buzacarini disputou o Campeonato Mundial de Judô de 2023 e avançou para as oitavas de final, vencendo duas lutas, mas caiu para o canadense Kyle Reyes, vice-campeão mundial no ano passado.
No Campeonato Pan-Americano de Judô de 2024, ganhou a medalha de bronze.
No Campeonato Mundial de Judô de 2024,  Buzacarini estreou com vitória sobre Isaac Bazzina, de Malta, mas parou no bicampeão mundial Nikoloz Sherazadshvili, da Espanha. 
No Campeonato Pan-Americano de Judô de 2025, conquistou a medalha de prata.